# Sigeric z Esseksu
Sigeric z Esseksu (nieznana data urodzenia ani data śmierci) – władca Królestwa Essex.
Sigeric był synem króla Selereda. Objął tron po swym dalekim kuzynie Swithredzie i, podobnie jak on, nie władał krajem samodzielnie, ale pozostawał pod zwierzchnością władców Mercji o czym świadczy fakt, że Mercjanie swobodnie dysponowali podległymi mu ziemiami. Zakończył swe panowanie w 798 roku, abdykując na rzecz swego syna Sigereda. Następnie udał się na pielgrzymkę do Rzymu, gdzie wstąpił do klasztoru.